# Mel Patton
Melvin Emery (Mel) Patton (Los Angeles, 16 november 1924 – Fallbrook, 9 mei 2014) was een Amerikaanse sprinter. Hij werd olympisch kampioen op de 200 m en de 4 x 100 m estafette. Hij liep verschillende wereldrecords op diverse sprintafstanden.

## Biografie
Patton behaalde zijn eerste successen op de Universiteit van Zuid-Californië. Na zijn sportieve loopbaan als atleet, werkte hij enige tijd als atletiektrainer voordat hij in de elektronica-industrie werkzaam werd.
In 1947, 1948 en 1949 won hij de 100 yd (91 m) op de universiteitskampioenschappen (NCAA). In 1948 en 1949 won hij bij deze kampioenschappen eveneens de 220 yd (201 m). In 1947 verbeterde hij met 9,4 s het wereldrecord, dat hij een jaar later tot 9,3 s scherper stelde.
Op de Amerikaanse olympische selectiewedstrijden van 1948 werd Patton op de 100 m verslagen door Barney Ewell, die bij die gelegenheid het op naam van Jesse Owens staande wereldrecord van 10,2 op de 100 m evenaarde. Op de Olympische Spelen van 1948 in Londen nam hij deel aan de 100, 200 m en de 4 x 100 m estafette. Op de 100 m werd hij slechts vijfde. Op de 200 m verging het hem beter en won hij een gouden medaille door zijn landgenoot Barney Ewell (zilver) en de Panamees Lloyd LaBeach (brons) te verslaan. Ook op de estafette was hij succesvol en won hij met zijn teamgenoten Barney Ewell, Lorenzo Wright und Harrison Dillard een gouden medaille. Hiermee eindigden ze voor de estafetteploegen uit Groot-Brittannië (zilver) en Italië (brons).
In 1949 verbeterde Mel Patton het veertien jaar oude wereldrecord op de 220 yd (201 m), dat in handen was van Jesse Owens, op een rechte baan tot 20,2 s.

## Titels
- Olympisch kampioen 200 m - 1948
- Olympisch kampioen 4 x 100 m - 1948
- NCAA-kampioen 100 yd - 1947, 1948, 1949
- NCAA-kampioen 200 yd - 1948, 1949

## Persoonlijke records
| Onderdeel | Prestatie | Jaar |
| --------- | --------- | ---- |
| 100 m     | 10,44 s   | 1948 |
| 200 m     | 20,7 s    | 1948 |

## Wereldrecords
| Onderdeel | Prestatie | Datum       |
| --------- | --------- | ----------- |
| 100 yd    | 9,30 s    | 15 mei 1948 |
| 220 yd    | 20,20 s   | 7 mei 1949  |

## Palmares

### 100 m
- 1948: 5e OS - 10,5 s

### 200 m
- 1948:  OS - 21,1 s

### 4 x 100 m
- 1948:  OS - 40,6

## Onderscheidingen
- USA Track & Field Hall of Fame - 1985